# David Lopes
David Júnior Lopes (Maringá, 19 luglio 1982) è un ex calciatore brasiliano,  di ruolo difensore.

## Carriera
Cresciuto nell'Athl. Paranaense, nel 2003 arriva in Europa, giocando poche partite con il Porto B. Negli anni seguenti gioca in diversi campionati europei di livello mediocre. Nel 2012 conquista la MLS con il LA Galaxy, giocando in totale 17 partite durante tutta la stagione.

## Palmarès

### Competizioni nazionali
- Campionato MLS:

Los Angeles Galaxy: 2012